# Antonio Sesé
Antonio Sesé Artaso (Broto, Huesca, 1895 – Barcelona, 5 de mayo de 1937) fue un sindicalista y político español.

## Biografía
Afiliado a la Confederación Nacional del Trabajo (CNT) desde su juventud, la represión le llevará a prisión durante once meses en 1922 y otros veintiocho meses durante la Dictadura de Primo de Rivera. Miembro de los sindicalistas pro-bolcheviques de la CNT encabezados por Joaquín Maurín, fue militante de la Federación Comunista Catalano-Balear (FCCB) dirigida por éste y como tal participó en la fundación del Bloque Obrero y Campesino (BOC) en 1930. Fue expulsado del mismo en 1931 por sus posiciones favorables a la Tercera Internacional, entonces dominada por los comunistas soviéticos —a los que se oponía el BOC—. En la misma etapa también fue expulsado de la CNT, al igual que ocurrió con numerosos sindicalistas comunistas, por lo que ingresó en la socialista Unión General de Trabajadores (UGT).
En 1932 constituyó junto a otros expulsados del Bloque, como Hilario Arlandis, el Partido Comunista de Cataluña (PCC), la rama catalana del PCE. A partir de esas fechas también pasó a colaborar en la publicación del periódico Octubre, órgano del PCC. Sesé pasó a ser considerado miembro del comunismo «ortodoxo».
Asistió como delegado de la UGT al Comité Ejecutivo de la Alianza obrera de Cataluña en 1934. 
El 11 de junio de 1936 fue designado secretario de organización de la UGT de Cataluña y posteriormente fue nombrado su secretario general de forma provisional. El estallido de la guerra civil española impidió que este ascenso se refrendara estatutariamente, pero en la práctica ejerció como tal. Como dirigente del PCC también participó en la fundación del Partido Socialista Unificado de Cataluña (PSUC) ese mismo año, formación de la que fue un destacado líder. Hubo sectores de la dirección de la UGT en Madrid que no vieron con buenos ojos el ascenso de Sesé, ya que lo consideraban demasiado inmerso en el proceso de formación del PSUC, de fuerte inspiración comunista y alejado de la tradición socialista. Por ello, no logró el reconocimiento formal de la dirección del sindicato, aunque asistió a las reuniones de la ejecutiva como representante sin voto. En sustitución de José del Barrio, que había marchado para luchar en el Frente de Aragón, Sesé se convirtió en el nuevo secretario general de la UGT en Cataluña.
Durante las Jornadas de mayo de 1937, en las que se enfrentaron las fuerzas de la CNT-FAI y del POUM frente a las progubernamentales PSUC y UGT, Sesé fue nombrado consejero del gobierno de la Generalidad de Cataluña. El 5 de mayo de 1937, cuando se dirigía en automóvil a tomar posesión de su cargo en medio de los combates, fue asesinado por elementos de la CNT. Rafael Vidiella le sustituyó como "conseller" de la Generalidad.

## Obras
Publicó un libro, Los hombres de la UGT (1937), y una recopilación de discursos en Nuestra situación política actual (1937).